# Мъничък свят
„Мъничък свят“ е български телевизионен филм (психологическа драма) от 1983 година по сценарий на Надя Червенушева и режисьор Александър Раковски. Оператор е Румен Смилевски. Музиката е на Константин Манолов, а художник е Иван Славчев.

## Актьорски състав
| Изпълнител       | Роля                 |
| ---------------- | -------------------- |
| Радко Дишлиев    | подпоручик Липованов |
| Нина Левчева     | Елена                |
| Мадлен Чолакова  | г-жа Милкова         |
| Веселин Борисов  | Доктора              |
| Стоян Стоев      | Цанко, ефрейтор      |
| Маринка Митова   |                      |
| Георги Пенчев    |                      |
| Цветан Димитриев |                      |
| Емил Капудалиев  |                      |